# Поту
Поту (Nyctibius) — рід дрімлюгоподібних птахів, єдиний у родині потуєвих (Nyctibiidae). Включає сім видів.
Поту населяють ліси та відкриті лісисті місцевості у Центральній і Південній Америці, а також Антильські острови. Між самцями та самицями не існує ніякого вираженого статевого диморфізму. Птахи мають буре смугасте або плямисте оперення. Це допомагає їм впродовж дня маскуватися і зливатися з навколишнім середовищем. Відпочивають вони на пеньках чи зламаних гілках, на яких їх важко помітити. Ближче до ночі активність поту зростає. Це комахоїдні птахи. Вони полюють за комахами, кидаючись на них з гілки вниз.

## Розмноження
Поту — моногамні, і обоє батьків поділяють обов'язки з виведення та догляду за пташеням. Сім'я не будує ніяких гнізд, натомість самиця кладе одне яйце в поглиблення на гілці чи на верхівку гнилого пенька. Яйце біле з пурпурово-коричневими плямами. Один з батьків, часто самець, висиджує яйце протягом дня, а вночі відбувається зміна. Щоб звести до мінімуму увагу до гнізда, зміни батьків і годування пташенят відбуваються рідко, бо для захисту себе і місця свого гніздування від хижаків поту повністю покладаються лише на маскування. Пташеня вилуплюється приблизно через місяць після кладки яйця. Зростають близько двох місяців, що досить довго для наземного птаха. Оперення малих поту біле.

## Види
- Nyctibius grandis — поту великий
- Nyctibius aethereus — поту довгохвостий
- Nyctibius jamaicensis — поту ямайський
- Nyctibius griseus — поту малий
- Nyctibius maculosus — поту гірський
- Nyctibius leucopterus — поту білокрилий
- Nyctibius bracteatus — поту рудий